# شهرستان اینوروتسواف
شهرستان اینوروتسواف (به لهستانی: Inowrocław County) یک شهرستان در لهستان است که در استان کویافسکو-پومورسکی واقع شده‌است.

## خصوصیات
شهرستان اینوروتسواف ۱٬۲۲۴٫۹۴ کیلومترمربع مساحت و ۱۶۵٬۲۳۷ نفر جمعیت دارد.